# Бенцур, Дьюла
Дьюла Бенцур (венг. Benczúr Gyula; 28 января 1844, Ньиредьхаза — 16 июля 1920, Долань, совр. Сечень) — венгерский художник, представитель академического романтизма.

## Биография
Его семья переехала в Кашшу, когда он был ещё ребёнком. Талант к рисования проявился рано. В 1855—1869 годах Бенцур проходил обучение в Мюнхенской академии изобразительных искусств под руководством немецких художников Германа Аншютца, Хильтеншпергера, затем Карла Теодора фон Пилоти.

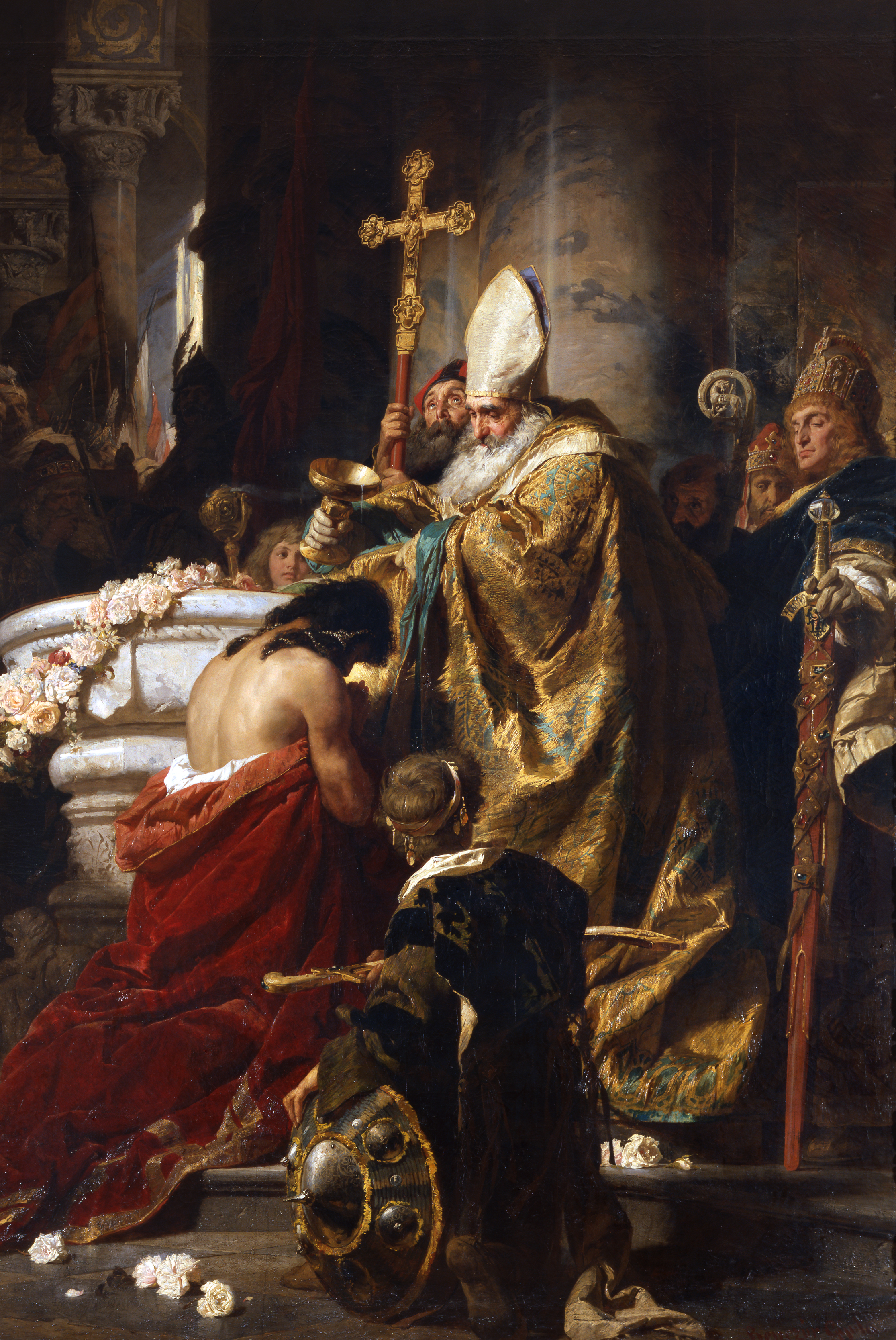
Крещение Вайка. 1875. Венгерская национальная галерея

По окончании обучения продолжил работать в Мюнхене и вместе с Пилоти работал над фресками Максимилианиума и новой мюнхенской ратуши, а также иллюстрировал произведения Фридриха Шиллера. Бенцур также получал заказы от короля Баварии Людвига II.
В 1870 году побывал в столице Франции городе Париже. В том же году он победил на Венгерском национальном конкурсе исторической живописи.
В 1874—1883 годах Дьюла Бенцур преподавал в мюнхенской академии художеств. Первый успех ожидал Бенцура в конце семидесятых годов.
В 1883 году Бенцур возвратился на родину, где стал директором Академии художеств в Будапеште, руководя ею до конца жизни. Одним из его самых выдающихся учеников был американский художник Адольфо Мюллер-Ури.
Дьюла Бенцур писал портреты королевских особ и аристократов, а также работал в жанре исторической живописи и писал на мифологические сюжеты. Кисти Бенцура принадлежит алтарные картины для базилики Святого Иштвана в Будапеште и зала Хуньяди в королевском дворце в Буде.
Его дочери Ольга (1875-1962) и Ида (1876-1970) также стали известными художницами.